# 慶成高等学校
慶成高等学校（けいせいこうとうがっこう）は、福岡県北九州市小倉北区皿山町にある私立高等学校。学校法人専修学園が運営している。

## 沿革
- 1922年 - 小倉市中島町に専修高等簿記学校設立。
- 1930年 - 小倉市日明菜園場に仮校舎新築移転。
- 1935年 - 九州経理高等学校と改称認可。
- 1951年 - 八幡市折尾町に折尾校設立。
- 1952年 - 学校法人専修学園に組織変更認可。
- 1954年 - 九州経理専門学校と改称認可。
- 1959年 - 小倉女子商業高等学校創立。
- 1987年 - コンピュータビジネス科新設。
- 1989年 - 経営経理科新設。
- 1995年 - 慶成高等学校に校名変更し、普通科、人間科学科、コンピュータビジネス科新設。
- 2000年 - 普通科に男女共学制を導入。
- 2004年 - 人間科学科を福祉科に変更。
- 2005年 - 全科男女共学となる。

## 設置学科
- 普通科
- コンピュータ・ビジネス科
- 福祉科

## 校訓
愛・汗・献

## 最寄り駅など
- JR九州 南小倉駅下車徒歩約10分
- 西鉄バス北九州清水交差点下車徒歩約7分

## 周辺
- 九州歯科大学
- 東筑紫学園高等学校・照曜館中学校
- 福岡県立小倉西高等学校
- 北九州市立南小倉中学校
- 北九州市立南小倉小学校
- 北九州市立泉台小学校